# 타니 빈 자심 스타디움
타니 빈 자심 스타디움(아랍어: ملعب ثاني بن جاسم) 또는 알가라파 스타디움은 카타르 알라이얀에 위치해 있는 종합 운동장이다. 대부분은 알가라파 SC의 홈구장이다. 약 21,175명을 수용할 수 있고, 2011년 AFC 아시안컵의 개최 경기장으로 선정되었다.